# Cratere Yeats
Yeats  è un cratere sulla superficie di Mercurio.